# Paratype ira
Paratype ira là một loài bướm đêm thuộc phân họ Arctiinae, họ Erebidae.